# Pierwszy rząd Andersa Fogh Rasmussena
Pierwszy rząd Andersa Fogh Rasmussena – rząd Królestwa Danii istniejący od 27 listopada 2001 do 18 lutego 2005. W skład rządu weszli przedstawiciele liberalnej partii Venstre (V) oraz Konserwatywnej Partii Ludowej (K). Gabinet powstał po wyborach w 2001, w wyniku których centroprawicowa koalicja była w stanie utworzyć większość parlamentarną (także przy wsparciu m.in. Duńskiej Partii Ludowej) i odsunąć tym samym od władzy socjaldemokratów. Rząd zakończył swoją działalność po upływie kadencji Folketingetu w związku z wyborami w 2005.

## Skład rządu
- premier: Anders Fogh Rasmussen (V)
- minister spraw zagranicznych: Per Stig Møller (K)
- minister finansów: Thor Pedersen (V)
- minister spraw wewnętrznych i zdrowia: Lars Løkke Rasmussen (V)
- minister sprawiedliwości: Lene Espersen (K)
- minister obrony: Svend Aage Jensby (do 24 kwietnia 2004, V), Søren Gade (V)
- minister kultury: Brian Mikkelsen (K)
- minister ds. podatków: Svend Erik Hovmand (do 2 sierpnia 2004, V), Kristian Jensen (V)
- minister ds. handlu i gospodarki: Bendt Bendtsen (K)
- minister ds ruchu drogowego: Flemming Hansen (K)
- minister współpracy nordyckiej: Bendt Bendtsen (do 18 czerwca 2002, K), Flemming Hansen (K)
- minister ds. rodziny i konsumentów: Henriette Kjær (od 2 sierpnia 2004 do 16 lutego 2005, K)
- minister ds. żywności: Mariann Fischer Boel (do 2 sierpnia 2004, V), Hans Christian Schmidt (V)
- minister ds. zatrudnienia: Claus Hjort Frederiksen (V)
- minister nauki, technologii i rozwoju: Helge Sander (V)
- minister edukacji: Ulla Tørnæs (V)
- minister ds. kościelnych: Tove Fergo (V)
- minister spraw społecznych i równouprawnienia: Henriette Kjær (do 2 sierpnia 2004, K), Eva Kjer Hansen (V)
- minister ds. uchodźców, imigrantów i integracji: Bertel Haarder (V)
- minister  ds. europejskich: Bertel Haarder (do 1 stycznia 2004, V)
- minister współpracy na rzecz rozwoju: Bertel Haarder (od 2 sierpnia 2004, V)
- minister środowiska: Hans Christian Schmidt (do 2 sierpnia 2004, V), Connie Hedegaard (K)